# Theater in der Josefstadt

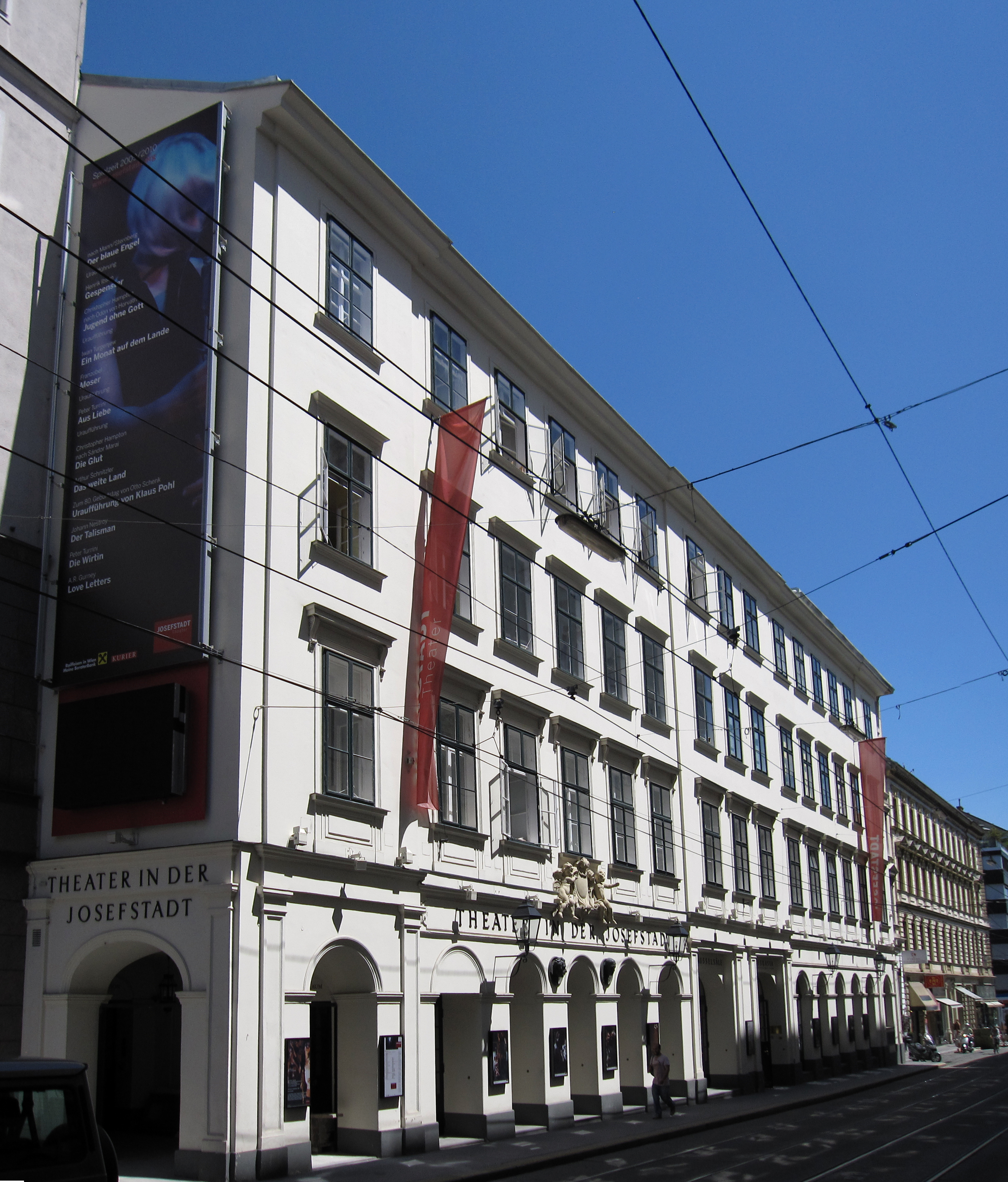
Theater in der Josefstadt

Logo

Das Theater in der Josefstadt im 8. Wiener Gemeindebezirk, Josefstadt, ist das älteste bestehende Theater Wiens. Es wird mit Zuschüssen der öffentlichen Hand von einem privaten Rechtsträger geführt.

## Geschichte

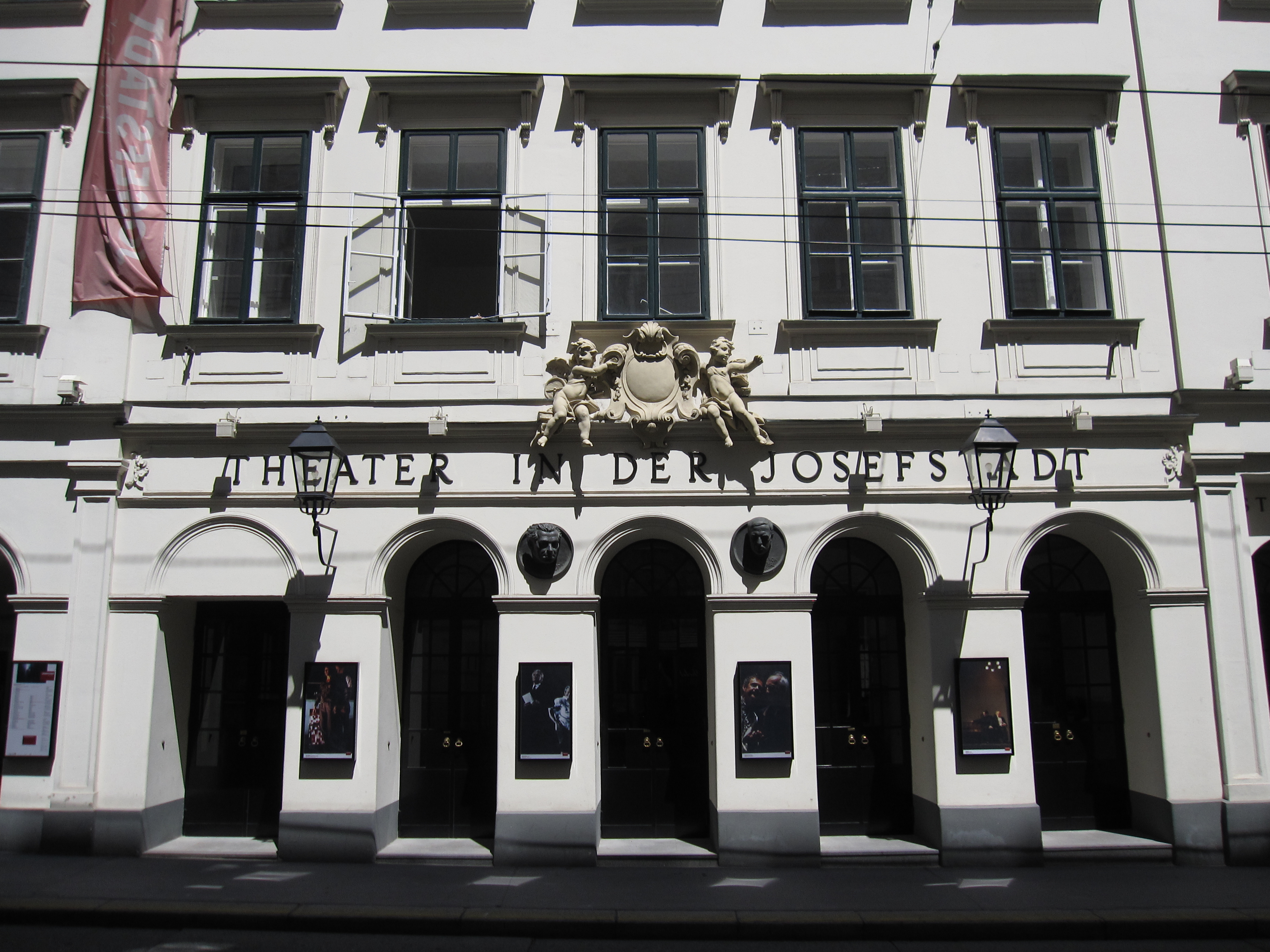
Eingang zum Theater

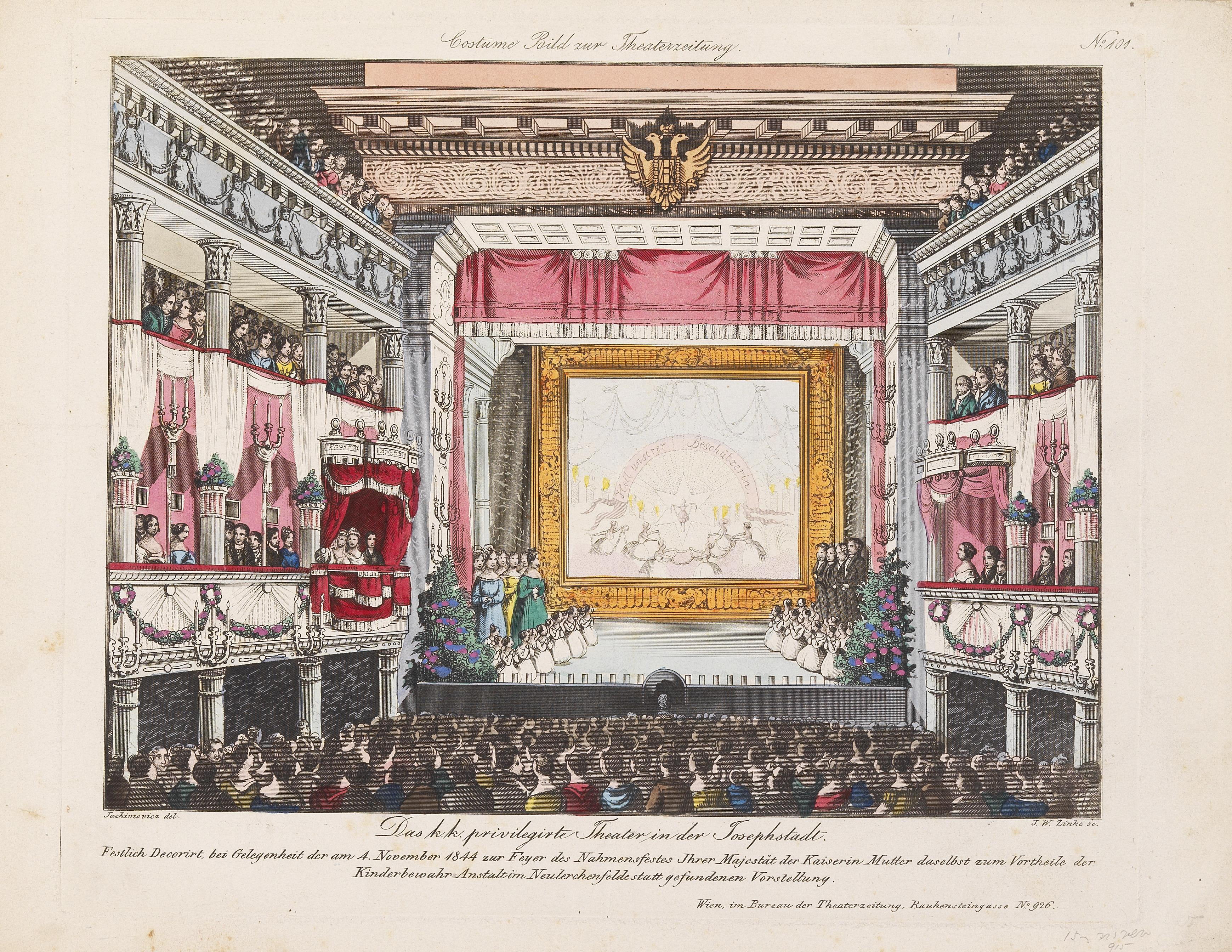
Das k. k. privilegirte Theater in der Josefstadt 1844

Das Theater wurde Ende Oktober 1788 vom Schauspieler Karl Mayer im Hinterhof einer Gastwirtschaft in der Kaiserstraße 93 gegründet und ist das älteste noch bespielte Theater in Wien. Es gehörte neben dem Theater in der Leopoldstadt und dem Theater auf der Wieden zu den Wiener Vorstadttheatern. Umgangssprachlich wird es auch nur als die Josefstadt bezeichnet. (Die gleichnamige Vorstadt wurde 1850 nach Wien eingemeindet.)

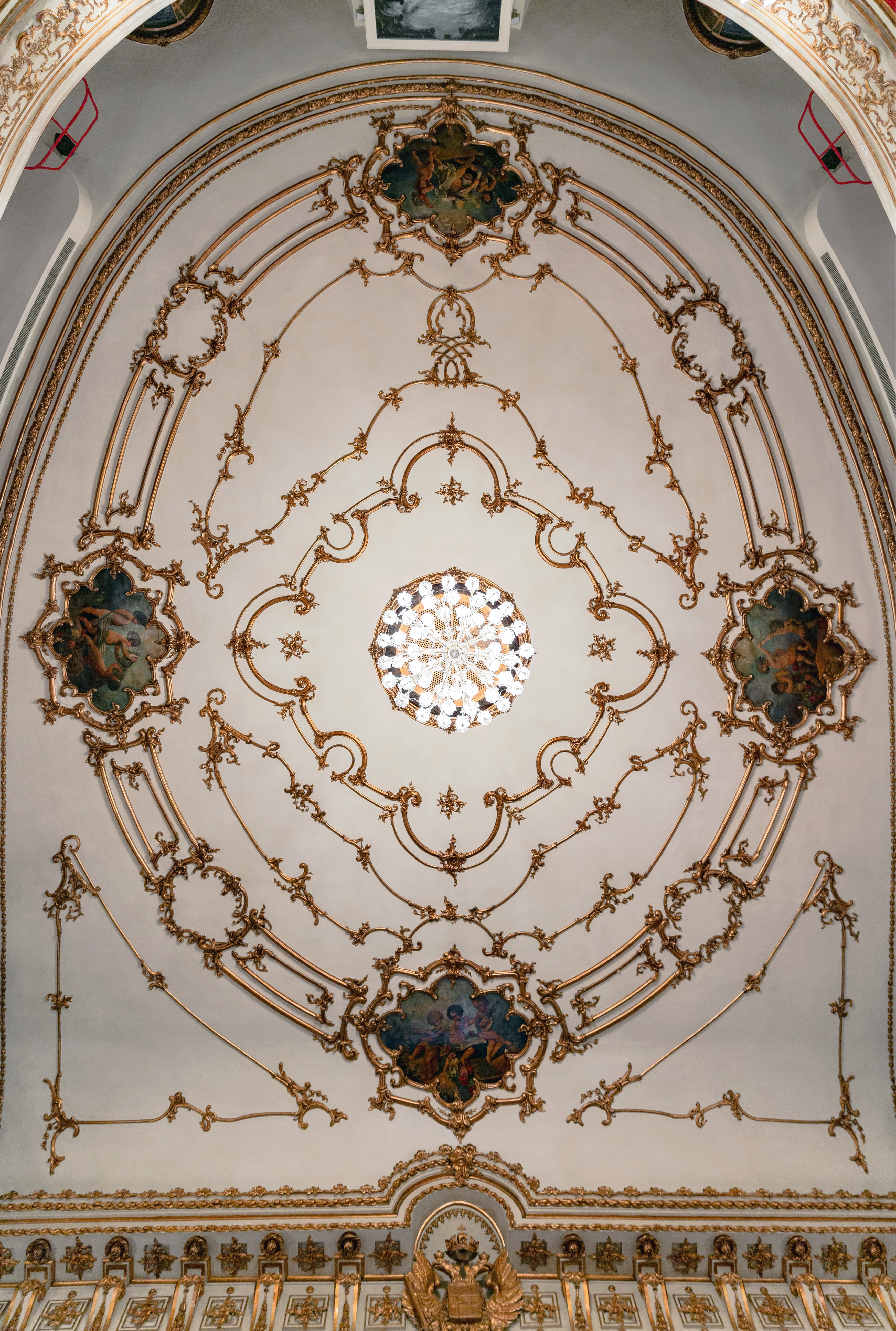
Decke des Zuschauerraums

Die Geschichte des Theaters ist mit großen Namen verbunden: Ludwig van Beethoven und Richard Wagner dirigierten hier, Johann Nestroy und Ferdinand Raimund waren „der Josefstadt“ als Schauspieler und Dichter des Alt-Wiener Volkstheaters verbunden, Johann Strauss (Vater) spielte in den Sträußelsälen des Hauses auf. 1814 gab Ferdinand Raimund am Theater in der Josefstadt sein Wien-Debüt als Franz Moor in Friedrich Schillers Drama Die Räuber.

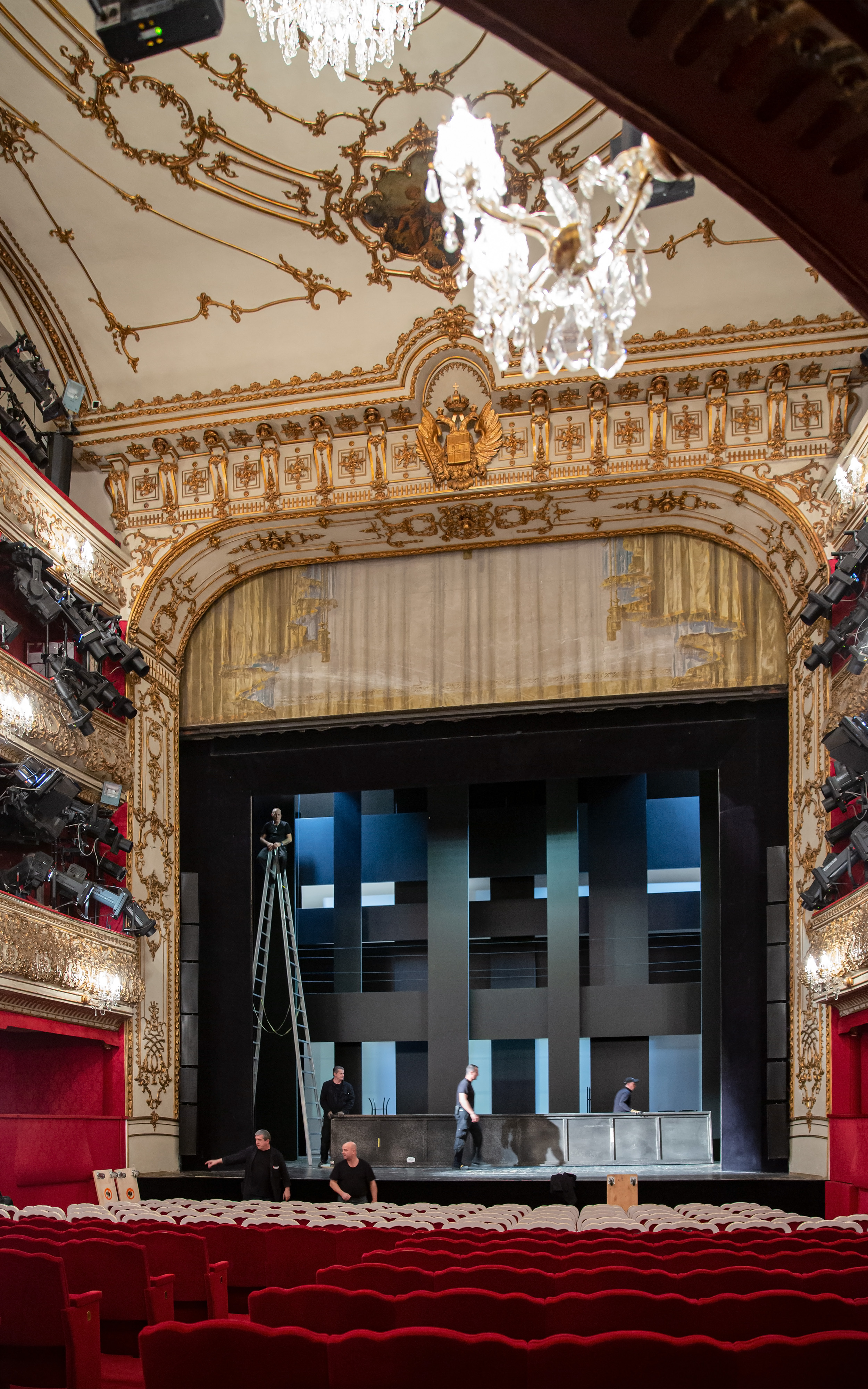
Blick zur Bühne

1822 wurde nach Abriss des zu klein gewordenen Theaters und komplettem Neubau durch Joseph Kornhäusel das Haus mit der Ouvertüre Die Weihe des Hauses, komponiert von Ludwig van Beethoven, unter dessen Leitung wieder eröffnet. Der junge Wilhelm Reuling wirkte von 1828 bis 1829 als Kapellmeister am Theater und brachte hier seine ersten Musiktheaterwerke zur Uraufführung. 1829 debütierte Johann Nestroy (nach Engagements an der Hofoper, in Amsterdam und in Graz) hier als Schauspieler und Bühnenautor mit Die Verbannung aus dem Zauberreich oder Dreyßig Jahre aus dem Leben eines Lumpen. In den Jahren von 1820 bis 1840 wurde in der Josefstadt eine Reihe von italienischen und französischen Opern (u. a. von Meyerbeer, Gaetano Donizetti und Vincenzo Bellini) für Wien erstaufgeführt und trat das Haus zeitweise in Konkurrenz mit der Hofoper am Kärntnertor. Am 13. Jänner 1834 wurde die romantische Oper Das Nachtlager in Granada von Conradin Kreutzer uraufgeführt, der von 1833 bis 1836 Kapellmeister des Theaters war. Am 20. Februar 1834 wurde Ferdinand Raimunds Stück Der Verschwender mit dem Dichter in der Rolle des Valentin (und mit der Bühnenmusik von Conradin Kreutzer) uraufgeführt. Kreutzers „romantische Zauberoper“ Melusina nach einem Libretto von Franz Grillparzer (uraufgeführt 1833 in Berlin) wurde 1835 in „der Josefstadt“ zum ersten Mal in Wien gespielt. Im selben Jahr erlebte auch Eduard von Bauernfelds einziger Beitrag zum Volkstheater, Fortunat, hier seine Uraufführung. Von November 1834 bis März 1835 war Karl von Holtei am k.k. priv. Theater in der Josephsstadt, wo seine Werke Der wandernde Sänger und Lorbeerbaum und Bettelstab aufgeführt wurden.
Am 14. Jänner 1847 wurden von Ludwig Döbler im Theater zum ersten Mal in Wien bewegliche Bilder mit Hilfe der sog. Laterna magica vorgeführt, einer Erfindung des Tiroler Mathematikers und Naturforschers Simon Stampfer. Von ca. 1840 bis 1860 traten die berühmten Tänzerinnen Fanny Elssler und Pepita de Oliva, eine Spanierin, im Theater auf. Am 17. Dezember 1907 wurde die Operette Die Försterchristl von Georg Jarno, Bruder des damaligen Theaterdirektors Josef Jarno, mit dessen Ehefrau Johanna Niese in der Hauptrolle glanzvoll uraufgeführt. Die deutschsprachige Erstaufführung von Franz Molnars Vorstadtlegende Liliom mit Josef Jarno in der Titelrolle am 28. Februar 1913 war die Grundlage zum Welterfolg des heute immer wieder gespielten Stückes.
1923 finanzierte Camillo Castiglioni den Erwerb und den Umbau des Theaters in der Josefstadt (Sträußelsäle, samt dem daneben liegenden Hotel) durch den letzten Wiener k.u.k. Hofbaumeister Gustav Orglmeister für Max Reinhardt, der den Zuschauerraum nach dem Vorbild des Teatro La Fenice in Venedig umgestalten ließ. Die Eröffnung des Hauses in der Direktion Reinhardt fand am 1. April 1924 statt. Reinhardt war treibende Kraft bei den Salzburger Festspielen und leitete gleichzeitig ein Theater in Berlin. Er setzte daher in der „Josefstadt“ bald Sub-Direktoren ein, darunter Otto Preminger. Nach Hitlers Machtantritt in Deutschland 1933 konzentrierte er sich zwei Jahre auf seine Aktivitäten in Österreich, bereitete aber ab 1935 seine 1937 effektuierte Übersiedlung in die USA vor.
Im Zweiten Weltkrieg wurden die Wiener Theater im August 1944 gesperrt. Im April 1945 legte die sowjetische Besatzungsmacht großen Wert darauf, die Kulturszene sehr rasch wieder in Gang zu bringen. Kulturstadtrat Viktor Matejka trug wesentlich dazu bei, dass vier Wiener Bühnen am 1. Mai 1945 ihren Betrieb wieder aufnehmen konnten, eine davon das Theater in der Josefstadt. Hier wurde das Stück Der Hofrat Geiger von Martin Costa wiederaufgenommen, erstmals unter Anführung des richtigen Autors, der in der NS-Zeit Berufsverbot hatte.
In den Jahren 1948 und 1949 wurden in einem eigens eingerichteten Filmstudio zwei Spielfilme hergestellt. So inszenierte Rudolf Steinboeck 1948 Das andere Leben und 1949 Liebe Freundin. In beiden Filmen waren aktuelle Stars des Theaters wie etwa Vilma Degischer zu sehen.
In den Jahren 1946 bis 1950 nutzte das Ensemble das „Kleine Haus“ in der Liliengasse als Studiobühne.
1949 wurden die Kammerspiele als Boulevardbühne des Theaters eröffnet. In den 1950er und 1960er Jahren beteiligte sich das Theater (mit anderen namhaften Wiener Theatern) am sogenannten Brecht-Boykott. 1990 bis Ende 2000 wurde als zweite Nebenbühne das Rabenhof Theater verwendet. Am 1. September 2016 fand im Theater unter der Regie von Herbert Föttinger die Uraufführung des im gleichen Jahr aufgefundenen Frühwerks von Ödön von Horváth, Niemand, statt. In der Sommerpause 2017 wurde der hölzerne Bühnenboden (samt Drehscheibe) erneuert. Die Schwarzkiefern dafür stammen aus dem Bundesforste-Revier Hinterbrühl.
Im Herbst 2024 wurden zahlreiche Vorwürfe von Angestellten der Josefstadt gegen Herbert Föttinger publik. In mehreren Fällen habe der Intendant demnach Mitarbeiterinnen und Mitarbeiter beleidigt, angebrüllt, sexuell belästigt und sei übergriffig geworden. Wutausbrüche und Einschüchterungen gehörten laut Ensemble Mitgliedern zum Alltag. Mit der Aufarbeitung dieser Fälle wurde eine Anwaltskanzlei beauftragt, deren Arbeit als intransparent und nicht unabhängig kritisiert wurde. Betroffene wendeten sich an einen unabhängigen Anwalt, der Berichte von 18 Mitarbeitern sammelte. Ein darauf folgendes Gutachten einer Arbeitsrechtsexpertin sah die Verantwortung nicht nur bei der Direktion, sondern auch dem Aufsichts- und Stiftungsrat. In keinem Bereich kam es zu personellen Konsequenzen, auch nicht für Föttinger.

## Direktoren
| - 1788–1812 Karl Mayer - 1812–1818 Joseph Huber - 1819–1821 Ferdinand Rosenau - 1821–1822 Karl Mayer - 1822–1825 Karl Friedrich Hensler - 1825–1827 Josepha von Scheidlin - 1827–1828 Carl Carl (Karl von Bernbrunn) - 1828–1830 Matthäus Fischer - 1830–1831 Carl Carl - 1831–1832 Josepha von Scheidlin - 1832–1834 Johann August Stöger - 1834–1834 (April–August) Leopold und Theresia Hoch - 1834–1835 Ignaz Sebastian Scheiner - 1835–1836 Johann Nepomuk Scheiner - 1836–1850 Franz Pokorny - 1850–1854 Georg Johann Wilhelm Megerle - 1850–1854 Albin Swoboda - 1855–1865 Johann Hoffmann - 1865–1867 Johann Fürst - 1867–1869 Hermann Sallmayer - 1869–1871 Heinrich Börnstein/Carl von Bukovics - 1871–1877 Johann Fürst - 1877–1879 Anton Perl - 1879–1882 Eugen Engelhardt - 1882–1885 Karl Costa - 1885–1889 Karl Blasel - 1889–1894 Theodor Giesrau - 1894–1899 Ignaz Wild - 1899–1923 Josef Jarno | 1923–1924 Umbau für Max Reinhardt nach Plänen von Carl Witzmann. 1. April 1924 Eröffnung des Hauses - 1924–1926 Max Reinhardt - 1926–1933 Emil Geyer - 1933–1935 Otto Preminger - 1935–1938 Ernst Lothar - 1938–1945 Heinz Hilpert - 1945–1953 Rudolf Steinboeck - 1953–1958 Ernst Haeusserman / Franz Stoß - 1958–1972 Franz Stoß - 1972–1977 Franz Stoß / Ernst Haeusserman - 1977–1984 Ernst Haeusserman - 1984–1987 Heinrich Kraus (im September 1986 sollte Boy Gobert die Direktion übernehmen, starb jedoch wenige Monate vorher) - 1988–1997 Otto Schenk / Robert Jungbluth - 1997–1999 Helmuth Lohner / Robert Jungbluth - 1999–2003 Helmuth Lohner / Alexander Götz (kaufm. Direktor) - 2003–2004 Hans Gratzer / Alexander Götz (kaufm. Direktor) - 2004–2006 Helmuth Lohner / Alexander Götz (kaufm. Direktor) - 2006–2012 Herbert Föttinger / Alexander Götz (kaufm. Direktor) - seit 2012 Herbert Föttinger / Alexander Götz (kaufm. Direktor) / Emmerich Steigberger (techn. Direktor) - ab 2026/27: Marie Rötzer |

## Ensemble

### Schauspielerinnen

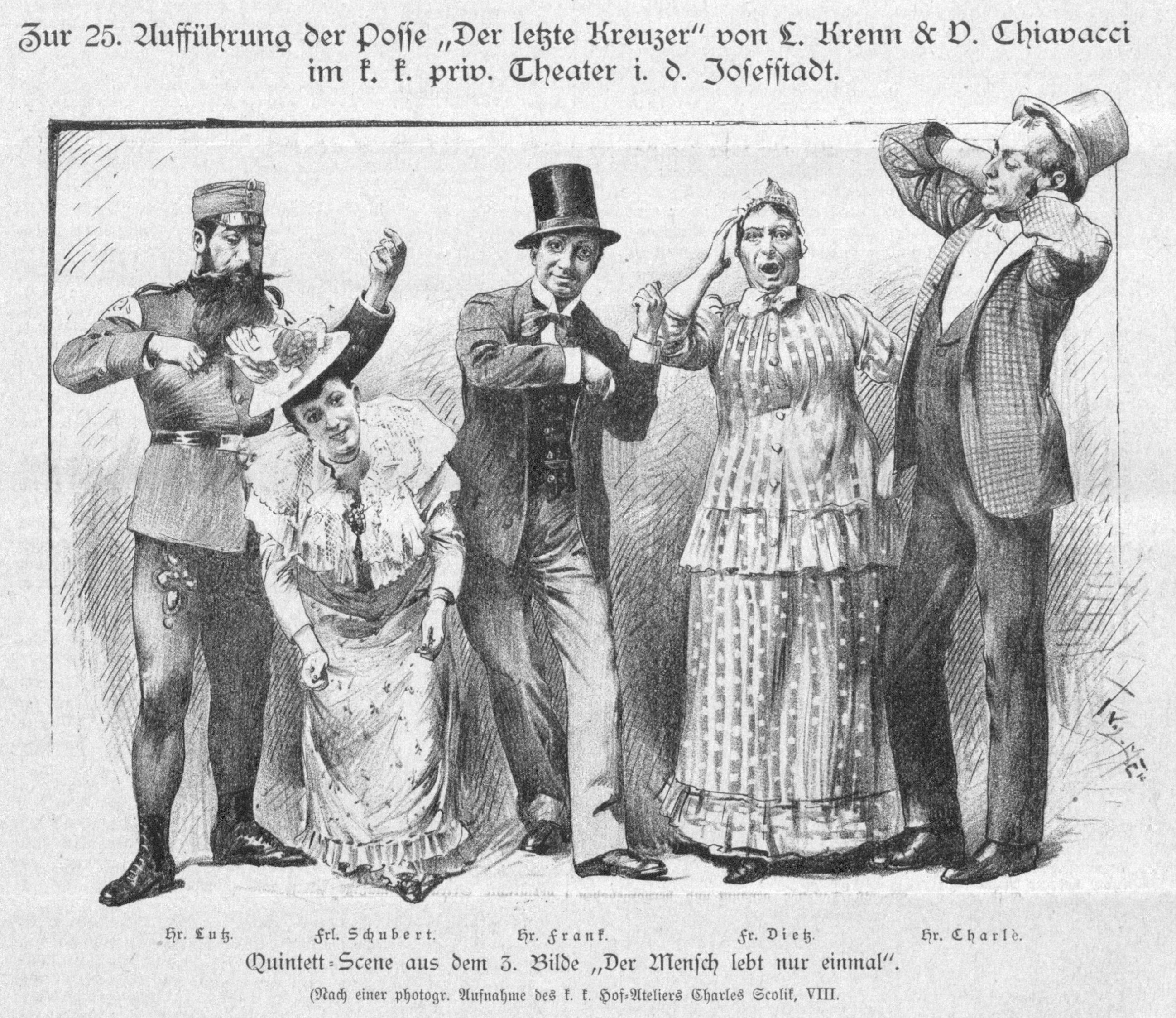
Lutz, Leopoldine Schubert, Edmund Frank, Ludmilla Dietz und Gustav Charlé (Der letzte Kreuzer, 1893)

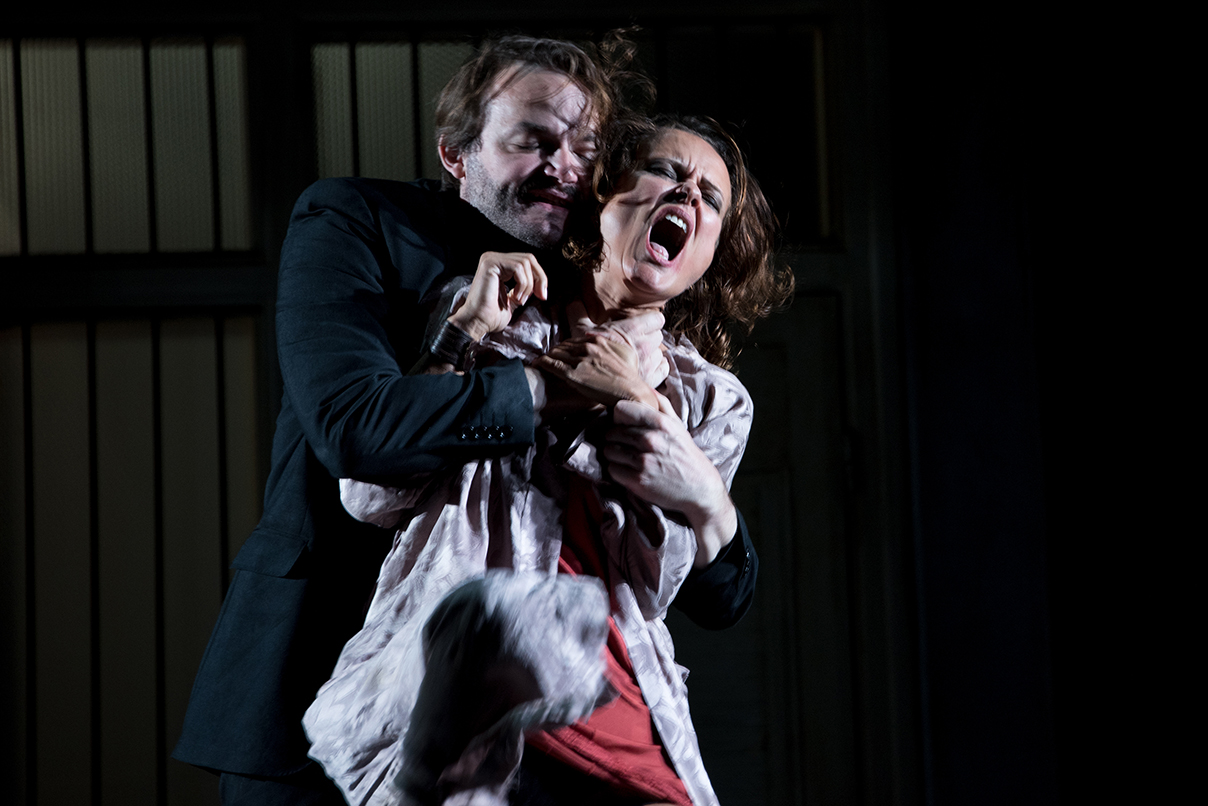
Martina Stilp und Roman Schmelzer (Ödön von Horvath Niemand, Tragödie in 7 Bildern, 2016)

In der Saison 2014/15 gehörten folgende Schauspielerinnen zum Ensemble des Theaters in der Josefstadt:
Ruth Brauer-Kvam, Sandra Cervik, Hilde Dalik, Gerti Drassl, Katrin Eberl, Martina Ebm, Alma Hasun, Andrea Jonasson, Elisabeth Kofler, Maria Köstlinger, Alexandra Krismer, Marika Lichter, Therese Lohner, Sona MacDonald, Pauline Knof, Ann Mandrella, Eva Mayer, Silvia Meisterle, Marianne Nentwich, Michaela Schausberger, Elfriede Schüsseleder, Julia Stemberger, Aglaia Szyszkowitz, Isabel Weicken, Susanna Wiegand.
In der Saison 2015/16 gehörten folgende Schauspielerinnen zum Ensemble des Theaters in der Josefstadt:
Sarah Baum, Ruth Brauer-Kvam, Bea Brocks, Sandra Cervik, Hilde Dalik, Gerti Drassl, Martina Ebm, Alma Hasun, Andrea Jonasson, Pauline Knof, Maria Köstlinger, Alexandra Krismer, Karoline Kucera, Therese Lohner, Sona MacDonald, Eva Mayer, Silvia Meisterle, Susa Meyer, Marianne Nentwich, Elfriede Schüsseleder, Marina Senckel, Martina Stilp, Katharina Straßer, Aglaia Szyszkowitz, Salka Weber, Susanna Wiegand.
In der Saison 2016/17 gehörten folgende Schauspielerinnen zum Ensemble des Theaters in der Josefstadt:
Sarah Baum, Josephine Bloéb, Ruth Brauer-Kvam, Sandra Cervik, Hilde Dalik, Gerti Drassl, Martina Ebm, Julia Edtmeier, Michou Friesz, Swintha Gersthofer, Daniela Golpashin, Nicola Gravante, Alma Hasun, Bettina Hauenschild, Andrea Jonasson, Antonia Jung, Michaela Kaspar, Pauline Knof, Maria Köstlinger, Fanny Krausz, Alexandra Krismer, Karoline Kucera, Therese Lohner, Sona MacDonald, Ulli Maier, Erni Mangold, Eva Mayer, Silvia Meisterle, Susa Meyer, Marianne Nentwich, Ida Ouhé-Schmidt, Sophie Resch, Elfriede Schüsseleder, Martina Stilp, Katharina Straßer, Maria Urban, Salka Weber, Susanna Wiegand.
In der Saison 2017/18 gehörten folgende Schauspielerinnen zum Ensemble des Theaters in der Josefstadt:
Ruth Brauer-Kvam, Sandra Cervik, Hilde Dalik, Gerti Drassl, Martina Ebm, Swintha Gersthofer, Daniela Golpashin, Alma Hasun, Michaela Kaspar, Pauline Knof, Maria Köstlinger, Alexandra Krismer, Therese Lohner, Sona MacDonald, Ulli Maier, Erni Mangold, Eva Mayer, Silvia Meisterle, Susa Meyer, Marianne Nentwich, Sophie Resch, Maresi Riegner, Ida Ouhé-Schmidt, Elfriede Schüsseleder, Julia Stemberger, Martina Stilp, Salka Weber, Susanna Wiegand
In der Saison 2018/19 gehörten folgende Schauspielerinnen zum Ensemble des Theaters in der Josefstadt:
Sandra Cervik, Hilde Dalik, Gerti Drassl, Martina Ebm, Swintha Gersthofer, Alma Hasun, Nicole Heesters, Andrea Jonasson, Pauline Knof, Maria Köstlinger, Alexandra Krismer, Anna Laimanee, Marika Lichter, Therese Lohner, Sona MacDonald, Ulli Maier, Silvia Meisterle, Susa Meyer, Lisa-Carolin Nemec, Marianne Nentwich, Gioia Osthoff, Judith Rosmair, Elfriede Schüsseleder, Julia Stemberger, Martina Stilp, Susanna Wiegand
In der Saison 2021/22 gehörten folgende Schauspielerinnen zum Ensemble des Theaters in der Josefstadt:
Maria Bill, Sandra Cervik, Martina Ebm, Caroline Frank, Larissa Fuchs, Swintha Gersthofer, Alma Hasun, Marlene Hauser, Traute Hoess, Andrea Jonasson, Michaela Klamminger, Katharina Klar, Maria Köstlinger, Alexandra Krismer, Anna Laimanee, Marika Lichter, Therese Lohner, Sona MacDonald, Johanna Mahaffy, Ulli Maier, Eva Mayer, Silvia Meisterle, Susa Meyer, Marianne Nentwich, Paula Nocker, Gioia Osthoff, Fiona Ristl, Elfriede Schüsseleder, Lore Stefanek, Martina Stilp, Katharina Straßer, Lisa Weidenmüller, Susanna Wiegand

### Schauspieler
In der Saison 2014/15 gehörten folgende Schauspieler zum Ensemble des Theaters in der Josefstadt:
Alexander Absenger, Gregor Bloéb, Michael Dangl, Christian Dolezal, Peter Drassl, Josef Ellers, Herbert Föttinger, Ljubiša Lupo Grujčić, Nicolaus Hagg, Oliver Huether, Alexander Jagsch, David Jakob, Stefan Lasko, Helmuth Lohner, Thomas Mraz, Christian Nickel, Martin Niedermair, Nikolaus Okonkwo, Dominic Oley, Michael Ostrowski, André Pohl, Alexander Pschill, Heribert Sasse, Otto Schenk, Bernhard Schir, Erich Schleyer, Peter Scholz, Michael Schönborn, Friedrich Schwardtmann, Gideon Singer, Toni Slama, Kurt Sobotka, Matthias Franz Stein, Erwin Steinhauer, Alexander Strobele, Florian Teichtmeister, Siegfried Walther, Martin Zauner
In der Saison 2015/16 gehörten folgende Schauspieler zum Ensemble des Theaters in der Josefstadt:
Niklas Abel, Alexander Absenger, Michael von Au, Raphael von Bargen, Gregor Bloéb, Arthur Büscher, Michael Dangl, Josef Ellers, Herbert Föttinger, Nicola Gravante, Ljubiša Lupo Grujčić, Mathias Hanin, Oliver Huether, Michael König, Peter Kremer, Christian Louis-James, Peter Matić, Stefan Mosonyi, Jan Naujoks, Christian Nickel, Martin Niedermair, Nikolaus Okonkwo, Dominic Oley, Jan Plewka, André Pohl, Alexander Pschill, Timo Radünz, Ulrich Reinthaller, Udo Samel, Heribert Sasse, Otto Schenk, Bernhard Schir, Roman Schmelzer, Peter Scholz, Steven Seale, Harald Serafin, Toni Slama, Kurt Sobotka, Matthias Franz Stein, Erwin Steinhauer, Niran Straub, Alexander Strobele, Jürgen Tarrach, Florian Teichtmeister, Alexander Waechter, Siegfried Walther, Martin Zauner
In der Saison 2016/17 gehörten folgende Schauspieler zum Ensemble des Theaters in der Josefstadt:
Alexander Absenger, Bernd Ander, Tonio Arango, Raphael von Bargen, Marcus Bluhm, Wojo van Brouwer, Vincent Bueno, Arthur Büscher, Michael Dangl, Josef Ellers, Herbert Föttinger, Tany Gabriel, Ljubiša Lupo Grujčić, Oliver Huether, Félix Kama, Thomas Kamper, Markus Kofler, Michael König, Peter Kremer, Gregor Kronthaler, Peter Marton, Peter Matić, Christian Nickel, Martin Niedermair, Dominic Oley, André Pohl, Alexander Pschill, Timo Radünz, Oama Richson, Oliver Rosskopf, Heribert Sasse, Saša Savić, Otto Schenk, Bernhard Schir, Roman Schmelzer, Peter Scholz, Steven Seale, Patrick Seletzky, Harald Serafin, Kurt Sobotka, Matthias Franz Stein, Niran Straub, Alexander Strobele, Florian Teichtmeister, Alexander Waechter, Siegfried Walther, Meo Wulf, Martin Zauner
In der Saison 2017/18 gehörten folgende Schauspieler zum Ensemble des Theaters in der Josefstadt:
Alexander Absenger, Bernd Ander, Raphael von Bargen, Nikolaus Barton, Wojo van Brouwer, Vincent Bueno, Florian Carove, Michael Dangl, Herbert Föttinger, Christian Futterknecht, Ljubiša Lupo Grujˇci´c, Oliver Huether, Xaver Hutter, Félix Kama, Gerhard Kasal, Markus Kofler, Michael König, Peter M. Marton, Christian Nickel, Martin Niedermair, Dominic Oley, André Pohl, Alexander Pschill, Oliver Rosskopf, Otto Schenk, Bernhard Schir, Roman Schmelzer, Holger Schober, Peter Scholz, Michael Schönborn, Patrick Seletzky, Harald Serafin, Matthias Franz Stein, Erwin Steinhauer, Claudius von Stolzmann, Alexander Strobele, Alexander Strömer, Florian Teichtmeister, Siegfried Walther, Meo Wulf, Martin Zauner
In der Saison 2018/19 gehörten folgende Schauspieler zum Ensemble des Theaters in der Josefstadt:
Alexander Absenger, Raphael von Bargen, Nikolaus Barton, Marcus Bluhm, Wojo van Brouwer, Michael Dangl, Fritz Egger, Tamim Fattal, Herbert Föttinger, Ljubiša Lupo Grujˇci´c, Wolfgang Hübsch, Oliver Huether, Igor Karbus, Gerhard Kasal, Markus Kofler, Michael König, Joseph Lorenz, Paul Mati´c, Martin Niedermair, Dominic Oley, André Pohl, Alexander Pschill, Jörg Reifmesser, Tobias Reinthaller, Ulrich Reinthaller, Oliver Rosskopf, Otto Schenk, Bernhard Schir, Roman Schmelzer, Holger Schober, Peter Scholz, Michael Schönborn, Johannes Seilern, Patrick Seletzky, Harald Serafin, Johannes Silberschneider, Lukas Spisser, Matthias Franz Stein, Erwin Steinhauer, Claudius von Stolzmann, Alexander Strobele, Alexander Strömer, Florian Teichtmeister, Siegfried Walther, Martin Zauner, August Zirner
In der Saison 2021/22 gehörten folgende Schauspieler zum Ensemble des Theaters in der Josefstadt:
Alexander Absenger, Raphael von Bargen, Robert Joseph Bartl, Marcus Bluhm, Michael Dangl, Marcello De Nardo, Jakob Elsenwenger, Tamim Fattal, Herbert Föttinger, Günter Franzmeier, Ljubiša Lupo Grujčić, Wolfgang Hübsch, Oliver Huether, Markus Kofler, Michael König, Johannes Krisch, Joseph Lorenz, Paul Matić, Martin Niedermair, Dominic Oley, André Pohl, Alexander Pschill, Julian Valerio Rehrl, Tobias Reinthaller, Ulrich Reinthaller, Oliver Rosskopf, Otto Schenk, Bernhard Schir, Roman Schmelzer, Peter Scholz, Michael Schönborn, Götz Schulte, Johannes Seilern, Patrick Seletzky, Johannes Silberschneider, Matthias Franz Stein, Claudius von Stolzmann, Alexander Strömer, Siegfried Walther, Anton Widauer, Michael Würmer, Martin Zauner

### Ehrenmitglieder
Lotte Lang (1985), Hans Jaray (1985), Vilma Degischer (1986), Erik Frey (1988), Hans Holt (1988), Rudolf Steinboeck (1988), Guido Wieland (1988), Grete Zimmer (1988), Franz Stoss (1989), Kurt Heintel (1993), Susanne Almassy (1994), Elfriede Ott (1995), Gideon Singer (1996), Fritz Muliar (1996), Wolfgang Müller-Karbach (1997), Ossy Kolmann (1998), Kurt Sobotka (2000), Otto Schenk (2000), Helmuth Lohner (2003), Heinrich Kraus (2003), Marianne Nentwich (2004), Rolf Langenfass (2004), Ernst Haeusserman (2006 posthum), Karla und Peter Pühringer (2010), Günter Rhomberg (2013), Toni Slama (2013), Peter Turrini (2014), Heribert Sasse (2015), Felix Mitterer (2018), Christopher Hampton (2020) und Andrea Jonasson (2022).

### Schauspielerinnen und Schauspieler der Josefstadt
Susanne von Almassy, Axel von Ambesser, Maria Andergast, Albert Bassermann, Ludwig van Beethoven, Hedwig Bleibtreu, Alfred Böhm, Maxi Böhm, Heinz Conrads, Lili Darvas, Vilma Degischer, Ernst Deutsch, Marlene Dietrich, Anton Edthofer, August Everding, O. W. Fischer, Rudolf Forster, Erik Frey, Egon Friedell, Carl Friese, Adrienne Gessner, Hans Gratzer, Alexander Grill, Ernst Haeusserman, Marte Harell, Paul Hartmann, Kurt Heintel, Michael Heltau, Heinz Hilpert, Paul Hoffmann, Hans Holt, Attila Hörbiger, Paul Hörbiger, Fritz Imhoff, Hans Jaray, Josef Jarno, Curd Jürgens, Fritz Kortner, Hilde Krahl, Nicolin Kunz, Lotte Lang, Wolfgang Liebeneiner, Hans Lietzau, Leopold Lindtberg, Ernst Lothar, Siegfried Lowitz, Gustav Manker, Winnie Markus, Eleonora von Mendelssohn, Alexander Moissi, Hans Moser, Fritz Muliar, Lothar Müthel, Johann Nestroy, Hansi Niese, Max Pallenberg, Karl Paryla, Rudolf Prack, Otto Preminger, Helmut Qualtinger, Ferdinand Raimund, Max Reinhardt, Leo Reuss, Walther Reyer, Gerhard Riedmann, Richard Romanowsky, Hermann Romberg, Annie Rosar, Leopold Rudolf, Sieghardt Rupp, Léon de Saint-Lubin, Aglaja Schmid, Karl Schönböck, Oskar Sima, Sabine Sinjen, Albin Skoda, Kurt Sowinetz, Rudolf Steinboeck, Franz Stoß, Franz von Suppè, Hans Thimig, Helene Thimig, Hermann Thimig, Hugo Thimig, Jane Tilden, Peter Vogel, Gustav Waldau, Ernst Waldbrunn, Oskar Werner, Paula Wessely, Guido Wieland, Grete Zimmer

## Nestroy-Theaterpreis
Das Theater in der Josefstadt ist mit seinen Produktionen seit 2000 eines der erfolgreichsten Theater beim Nestroy-Theaterpreis, bei der siebenten Nestroyverleihung 2006 war es Gastgeber.
| Nestroy-Theaterpreis | 2000 | 2001 | 2002 | 2003 | 2004 | 2005 | 2006 | 2007 | 2008 | 2009 | 2010 | 2011 | 2012 | 2013 | 2014 | 2015 | 2016 | 2017 | 2018 |
| Nominierungen/Siege  | 1/0  | 1/0  | 0    | 4/2  | 2/1  | 1/0  | 1/0  | 3/1  | 2/1  | 4/2  | 1/0  | 2/1  | 3/0  | 5/1  | 3/2  | 4/0  | 4/1  | 6/3  | 2/0  |

2010:
BESTE NEBENROLLE
Elfriede Schüsseleder als Traudl Fasching in „Jedem das Seine“ von Silke Hassler und Peter Turrini, Theater in der Josefstadt

2011:
BESTE SCHAUSPIELERIN
Ruth Brauer-Kvam als Sally Bowles in „Cabaret“ von Joe Masteroff, Kammerspiele des Theaters in der Josefstadt
Maria Köstlinger als Una in „Blackbird“ von David Harrower, Theater in der Josefstadt
SPEZIALPREIS
Franz Wittenbrink für seine Produktion „Eh wurscht“, Theater in der Josefstadt (gewonnen)

2012:
BESTE SCHAUSPIELERIN
Nicole Heesters als Gunhild Borkman in „John Gabriel Borkman“ von Henrik Ibsen, Theater in der Josefstadt
BESTE NEBENROLLE
Heribert Sasse als Vilhelm Foldal in „John Gabriel Borkman“ von Henrik Ibsen, Theater in der Josefstadt
BESTE REGIE
Elmar Goerden mit „John Gabriel Borkman“ von Henrik Ibsen, Theater in der Josefstadt

2013:
BESTE SCHAUSPIELERIN
Sandra Cervik als Annie in „Speed“ von Zach Helm, Theater in der Josefstadt
Gerti Drassl als Franziska in „Jägerstätter“ von Felix Mitterer, Theater in der Josefstadt
Katharina Straßer als Karoline in „Kasimir und Karoline“ von Ödön von Horváth, Theater in der Josefstadt
BESTER SCHAUSPIELER
Gregor Bloéb als Franz in „Jägerstätter“ von Felix Mitterer, Theater in der Josefstadt (gewonnen)
BESTE NEBENROLLE
Dominic Oley´als Dr. Feldmann in „Jägerstätter“ von Felix Mitterer und als Mulholland in „Speed“ von Zach Helm, Theater in der Josefstadt
BESTE REGIE
Georg Schmiedleitner mit „Kasimir und Karoline“ von Ödön von Horváth, Theater in der Josefstadt
PUBLIKUMSPREIS:
Florian Teichtmeister (gewonnen)

2014:
BESTE SCHAUSPIELERIN
Sona MacDonald - Spatz und Engel (Marlene Dietrich) - Burgtheater und Wie im Himmel (Inger) - Theater in der Josefstadt
Nicole Heesters – Vor dem Ruhestand (Vera) – Theater in der Josefstadt (gewonnen)
BESTER NACHWUCHS:
Raphaela Möst - Die Geschichte vom Fräulein Pollinger (Agnes) - Theater in der Josefstadt/Probebühne (gewonnen)

2015:
BESTE REGIE
Elmar Goerden – Kafka – Theater in der Josefstadt
BESTE SCHAUSPIELERIN
Andrea Jonasson – Am Ziel (Mutter) – Theater in der Josefstadt
BESTER DARSTELLUNG EINER NEBENROLLE
Herbert Föttinger – Eine dunkle Begierde (Sigmund Freud) – Theater in der Josefstadt
Therese Lohner – Am Ziel (Tochter) – Theater in der Josefstadt
BESTER NACHWUCHS MÄNNLICH
Alexander Absenger – Kafka und Die Kameliendame (Armand Duval) – Theater in der Josefstadt
PUBLIKUMSPREIS:
Florian Teichtmeister (gewonnen)

2016:
BESTE SCHAUSPIELERIN
Sona MacDonald – Fräulein Julie (Julie) – Theater in der Josefstadt und Blue Moon (Sie) – Wiener Kammerspiele (gewonnen)
BESTER SCHAUSPIELER
Florian Teichtmeister – Fräulein Julie (Jean) – Theater in der Josefstadt
BESTE DARSTELLUNG EINER NEBENROLLE
Siegfried Walther – Menschen im Hotel (Kringelein) – Wiener Kammerspiele

2017:
BESTE SCHAUSPIELERIN
Gerti Drassl als Gina Ekdal in „Die Wildente“ von Henrik Ibsen, Theater in der Josefstadt
Andrea Jonasson als Freifrau Sophie von Essenbeck in „Die Verdammten“ nach dem gleichnamigen Film von Luchino Visconti, Theater in der Josefstadt (gewonnen)
BESTE DARSTELLUNG EINER NEBENROLLE
Alexander Absenger als Baron Martin von Essenbeck in „Die Verdammten“ nach dem gleichnamigen Film von Luchino Visconti, Theater in der Josefstadt
Tonio Arango als Er in der Uraufführung „Lenya Story - Ein Liebeslied“ von Torsten Fischer und Herbert Schäfer, Kammerspiele der Josefstadt
BESTE REGIE
Elmar Goerden mit „Die Verdammten“ nach dem Film von Luchino Visconti, Theater in der Josefstadt (gewonnen)
Mateja Koležnik mit „Die Wildente“ von Henrik Ibsen, Theater in der Josefstadt
BESTER NACHWUCHS WEIBLICH
Maresi Riegner als Helen Keller in „The Miracle Worker“ von William Gibson, Theater der Jugend und als Hedvig in „Die Wildente“ von Henrik Ibsen, Theater in der Josefstadt (gewonnen)

2018:
BESTER SCHAUSPIELER
Herbert Föttinger als Dr. Bernhardi in „Professor Bernhardi“ von Arthur Schnitzler, Theater in der Josefstadt
BESTE DARSTELLUNG EINER NEBENROLLE
Alexander Strobele als Eder in „In der Löwengrube“ von Felix Mitterer, Theater in der Josefstadt